# Shape of Despair
Gli Shape of Despair sono una funeral doom metal band formatasi nel 1995 in Finlandia con il nome di Raven; cambiarono nome nel settembre 1998.
Il sound del gruppo può essere definito come doom lento ed atmosferico, che si sviluppa grazie all'ausilio di chitarre distorte, tastiere, flauti, violini ed una batteria dai toni lentissimi e decadenti. Pur facendo parte della stessa corrente musicale degli Skepticism, si discostano da questi ultimi per sonorità maggiormente sinfoniche e melodiche.
Il primo lavoro del gruppo, con il nome attuale, risale al 1998 e fu chiamato semplicemente Promo tape. Il demo rappresentò anche la prima vera e propria produzione musicale, visto che il precedente Alone in the Mist non fu mai distribuito. Ad oggi gli Shape of Despair hanno prodotto 3 "Full Length" album, una compilation (Shape of Despair) che raccoglie le prime incisioni ed un EP (Written in My Scars), quest'ultimo nel 2010. Hanno partecipato anche all'album tributo agli Skepticism Entering the Levitation, suonando il brano Aether.
Nel 2015 la band annuncia il suo quarto album chiamato Monotony Fields dopo dieci anni dalla release precedente. La voce è di Henri Koivula, cantante degli Throes of Dawn, dopo che l'ex cantante Pasi Koskinen lascia la band nel 2010. Il nuovo lavoro degli Shape of Despair viene accolto molto bene dai fan e dalla critica in tutto il mondo, riconfermandosi così una delle band cult del genere funeral doom.
Il 22 giugno del 2015, dopo l'uscita del nuovo album, il batterista Samu Ruotsalainen lascia la band, per poi riunirsi il 17 luglio 2020.
Il 25 febbraio 2022 viene pubblicato il quinto full length dal titolo Return to the Void.

## Formazione

### Formazione attuale
- Henri Koivula, (2011-) - voce,
- Natalie Koskinen, "Safrosskin" (1998-) - voce,
- Jarno Salomaa (1995-) - chitarra, tastiere
- Tomi Ullgren (1995-) - chitarra
- Sami Uusitalo (2002-) - basso

### Ex componenti
- Toni Mäensivu (1995-2001) - batteria, voce
- Azhemin (1998-1999) - voce
- Pasi Koskinen (2001-2010) - voce
- J.V. 	(1999-) - flauto
- Samu Ruotsalainen (1999-2015) - batteria

### Altri musicisti
- Toni Raehalme - violino (in "Angels of Distress" e "Illusion's Play")
- A. Tolonen - Kantele (in "Illusion's Play")

## Discografia

### Album in studio
- 2000 - Shades of...
- 2001 - Angels of Distress
- 2004 - Illusion's Play
- 2015 - Monotony Fields
- 2020 - Return to the Void

### EP e Demo
- 1998 - Alone in the Mist
- 1998 - Promo tape
- 2010 - Written in My Scars

#### Compilation
- 2005 - Shape of Despair
- 2006 - Entering the Levitation: a Tribute to Skepticism